# مرد عنکبوتی: به درون دنیای عنکبوتی
مرد عنکبوتی: به درون دنیای عنکبوتی (انگلیسی: Spider-Man: Into the Spider-Verse) یک فیلم ابرقهرمانی آمریکایی به کارگردانی باب پرسیچتی، پیتر رمزی و رودنی روثمن است که در سال ۲۰۱۸ منتشر شد. این فیلم توسط کلمبیا پیکچرز و سونی پیکچرز در همکاری با مارول تهیه شده و توسط سونی پیکچرز توزیع شده است. این انیمیشن اولین قسمت از فرنچایز مرد عنکبوتی در دنیای سینمایی سونی است و در دنیایی موسوم به «دنیای عنکبوتی» جریان دارد که دارای دنیاهای موازی است. فیلمنامه انیمیشن توسط فیل لرد و رودنی روثمن نوشته شد و ستارگانی همچون جیک جانسون، ماهرشالا علی، هیلی استاینفلد، برایان تایری هنری، لی‌لی تاملین، لورین ولز، کیمیکو گلن، جان مولانی، نیکلاس کیج، لیو شرایبر و کریس پاین به صداپیشگی پرداخته‌اند. در این انیمیشن مایلز مورالز مثل چند نفر دیگر به مرد عنکبوتی تبدیل می‌شود تا با همکاری هم نیویورک را از دست کینگ‌پین نجات دهند.
در سال ۲۰۱۴ شایعاتی در مورد ساخت این انیمیشن به گوش می‌رسید که در سال ۲۰۱۵ تأیید شد و فیل لرد و کریستوفر میلر به این انیمیشن پیوستند. پس از آن در طی دو سال بعد رمزی، پرسیچتی و روثمن و پس از آن شمیک مور و شرایبر در آوریل ۲۰۱۷ به این انیمیشن ملحق شدند. لرد و میلر خواستار این بودند که انیمیشن سبک منحصر به فردی داشته باشد که این امر با استفاده از تکنولوژی جلوه‌های بصری سونی پیکچرز ایمج‌ورکز و طراحی‌های کمیک بوکی با الهام از طراحی‌های سارا پیکلی، یکی از خالقان مایلز مورالز محقق می‌شد.
این فیلم در تاریخ ۱ دسامبر ۲۰۱۸ در سالن ریجنسی ویلیج لس آنجلس به نمایش درآمد و در تاریخ ۱۴ دسامبر به‌صورت سینمایی در ایالات متحده اکران شد. این اثر با بودجه‌ای ۹۰ میلیون دلاری، به فروشی جهانی بالغ بر ۳۹۴ میلیون دلار دست یافت و تحسین منتقدان را برانگیخت. این فیلم در نود و یکمین دوره جوایز اسکار، جایزهٔ بهترین فیلم پویانمایی بلند را از آن خود کرد و جوایز متعدد دیگری نیز دریافت نمود. به درون دنیای عنکبوتی از آن زمان به‌عنوان یکی از برترین و تأثیرگذارترین فیلم‌های پویانمایی شناخته شده است، به‌ویژه به‌خاطر نوآوری‌های خیره‌کننده‌اش در زمینهٔ پویانمایی، که با تحسین فیلم‌سازان و هنرمندان این حوزه همراه شد و بر تولیدات پویانمایی بعدی نیز اثرگذار بود.
دنباله‌ای با عنوان مرد عنکبوتی: در میان دنیای عنکبوتی در سال ۲۰۲۳ اکران شد و با موفقیتی انتقادی مشابه و موفقیت تجاری بیشتر همراه بود. فیلم سوم با عنوان مرد عنکبوتی: فراتر از دنیای عنکبوتی قرار است در سال ۲۰۲۷ اکران شود. همچنین، یک فیلم فرعی با تمرکز بر شخصیت‌های زن مرتبط با مرد عنکبوتی در دست ساخت است.

## داستان
مایلز مورالز، نوجوانی در نیویورک، تلاش می‌کند تا رضایت پدرش، جفرسون دیویس – یک افسر پلیس سخت‌گیر که مرد عنکبوتی را خطرناک می‌داند – را جلب کند. عمویش، آرون، او را برای سرگرمی به ایستگاه مترو متروکه‌ای می‌برد تا دیوارنگاری کند. همان‌جا مایلز توسط عنکبوتی رادیواکتیو گزیده می‌شود و به‌تدریج متوجه می‌شود که توانایی‌هایی شبیه مرد عنکبوتی پیدا کرده است.
او دوباره به همان محل بازمی‌گردد و در آنجا با ماشینی پیشرفته روبه‌رو می‌شود که توسط ویلسون فیسک، معروف به «کینگ‌پین»، ساخته شده است. کینگ‌پین می‌خواهد با کمک این دستگاه، دروازه‌ای به دنیاهای موازی باز کند تا نسخه‌های جایگزین همسر و پسر ازدست‌رفته‌اش را پیدا کند. مرد عنکبوتی سعی می‌کند دستگاه را نابود کند، اما درگیر نبردی سخت با گابلین سبز و شخصیت مرموزی به نام «پراولر» می‌شود.
در حین مبارزه، مرد عنکبوتی به شدت زخمی می‌شود و یک فلش‌مموری حاوی اطلاعات لازم برای غیرفعال‌سازی دستگاه را به مایلز می‌دهد و هشدار می‌دهد که اگر دستگاه دوباره روشن شود، می‌تواند شهر را نابود کند. لحظاتی بعد، مایلز شاهد قتل مرد عنکبوتی به دست کینگ‌پین می‌شود و با شوک و ترس فرار می‌کند.
مایلز که مصمم است راه مرد عنکبوتی را ادامه دهد، تلاش می‌کند خودش را به سطح او برساند، اما در این مسیر با شکست‌هایی روبه‌رو می‌شود. در کنار قبر مرد عنکبوتی، او با نسخه‌ای پیرتر و خسته‌تر از پیتر پارکر از یک دنیای دیگر ملاقات می‌کند. این دو با هم تصمیم می‌گیرند اطلاعات لازم برای ساخت فلش‌مموری جدید را از شرکت آلکمکس بدزدند، اما دکتر اولیویا اکتاویوس، مدیر شرکت، متوجه می‌شود که پیتر اگر زیاد در این دنیا بماند، سلول‌های بدنش نابود خواهند شد.
آنها توسط گوئن استیسی – زن عنکبوتی از بُعدی دیگر – نجات پیدا می‌کنند و نزد عمه می پیتر می‌روند، جایی که مرد عنکبوتی‌های بیشتری از دنیاهای دیگر پنهان شده‌اند: اسپایدرمن نوآر، پنی پارکر، و اسپایدرهم. اما آنها معتقدند که مایلز هنوز برای این مأموریت آماده نیست.
مایلز که دل‌شکسته شده، به خانه عمویش پناه می‌برد اما شوکه می‌شود وقتی می‌فهمد که پراولر همان آرون است. او که گیج شده، به خانه پیتر بازمی‌گردد، جایی که فلش‌مموری جدید آماده شده، اما نیروهای کینگ‌پین به تعقیب او می‌آیند. وقتی هویت واقعی مایلز فاش می‌شود، آرون از کشتن او خودداری می‌کند و همین باعث می‌شود کینگ‌پین او را بکشد. مایلز با چشمانی اشک‌بار از صحنه فرار می‌کند. پدرش جفرسون که او را نمی‌شناسد، فکر می‌کند که مرد عنکبوتی برادرش را کشته است.
مایلز دوباره نزد پیتر و دوستان بازمی‌گردد، اما آنها حاضر نیستند جانش را به خطر بیندازند، بنابراین پیتر او را با تار عنکبوت می‌بندد و خودش تصمیم می‌گیرد که فداکاری کند و دستگاه را خاموش کند. در همین حال، جفرسون پشت در اتاق خوابگاه پسرش از اشتباهاتش عذرخواهی کرده و از او حمایت می‌کند. این پیام پدر، به مایلز انگیزه می‌دهد تا قدرت‌هایش را کنترل کند، از بند رها شود، لباس مخصوص خود را طراحی کند و به میدان نبرد بازگردد.
مایلز به کمک دیگر اسپایدرمن‌ها، عوامل کینگ‌پین را شکست می‌دهد و با استفاده از فلش‌مموری جدید، آنها را به دنیاهای خودشان بازمی‌گرداند. در پایان، او با کینگ‌پین روبه‌رو می‌شود. در حالی‌که پدرش از دور ناظر مبارزه است، مایلز با الهام از تشویق‌های پدر، با تمام توان مبارزه می‌کند و کینگ‌پین را شکست می‌دهد و دستگاه را از کار می‌اندازد. پس از دستگیری کینگ‌پین و افشای جنایاتش، مایلز با هویت تازه خود به‌عنوان مرد عنکبوتی جدید شهر را نجات می‌دهد.
در صحنه‌ای بعد از پایان، گوئن راهی برای ارتباط با مایلز از دنیای خودش پیدا می‌کند. در نقطه‌ای دیگر، شخصیت میگل اوهارا وارد جهان "Earth-67" می‌شود و با نسخه کلاسیک مرد عنکبوتی وارد بحثی خنده‌دار می‌شود.

## بازخورد

### گیشه
مرد عنکبوتی: به درون دنیای عنکبوتی اولین بار در لس آنجلس در ۱ دسامبر ۲۰۱۸ اکران شد و پس از آن به طور رسمی در تاریخ ۱۴ دسامبر ۲۰۱۸ در ایالات متحده آمریکا به سینماها راه یافت. این انیمیشن تاکنون با بودجه ۹۰ میلیون دلاری موفق به فروش ۳۷۵ میلیون دلاری در سطح جهان شده که موفقیت بزرگی برای این انیمیشن محسوب می‌شود.

### نظرات منتقدین
این انیمیشن با استقبال و تحسین فوق‌العاده منتقدین و هواداران روبرو شد و منتقدین این انیمیشن را در زمینه‌های مختلف مثل حال و هوای انیمیشن، نحوه به تصویر کشیده شدن شخصیت‌ها، صداگذاری‌های حرفه ای، خط داستانی غیر کلیشه ای و غیرقابل پیش‌بینی، موسیقی متن استثنائی، شوخ‌طبعی و موارد دیگر ستایش کردند و آن را بهترین انیمیشن ابرقهرمانی تاریخ و بهترین اثری که از مردعنکبوتی ساخته شده دانستند. همچنین این انیمیشن توانست در سایت متاکریتیک نمره ۸۷ از ۱۰۰ و در سایت راتن تومیتوز نمره ۹۷ از ۱۰۰ و در وبسایت بانک اطلاعات اینترنتی فیلم‌ها نمره ۸٫۵ از ۱۰ را دریافت کند و در هفتاد و ششمین مراسم گلدن گلوب موفق شد جایزه گلدن گلوب بهترین انیمیشن سال را در شرایطی که رقبای سرسختی مثل شگفت‌انگیزان ۲ و رالف اینترنت را خراب می‌کند: رالف خرابکار ۲ داشت دریافت کند. علاوه بر این، این انیمیشن توانست جایزه بفتای بهترین انیمیشن سال و جایزه جایزه اسکار بهترین انیمیشن سال را در نود و یکمین دوره جوایز اسکار کسب کند. این انیمیشن بعد از شگفت انگیزان و شش ابر قهرمان سومین انیمیشن ابر قهرمانیست که برنده جایزه اسکار پویانمایی شد

## دنباله
دنباله ای دو قسمتی تحت عنوان مرد عنکبوتی: در میان دنیای عنکبوتی در ۲ ژوئن ۲۰۲۳ اکران شد و قسمت دوم آن، مرد عنکبوتی: فراتر از دنیای عنکبوتی در دست تولید قرار دارد. همچنین چند اسپین-آف (نسخه فرعی) از این مجموعه در دست تولید است که یکی از آن‌ها بر پایه شخصیت زن عنکبوتی (گوئن استیسی) با صداپیشگی هیلی استاینفلد است.